# Белви (Сардинија)
Белви (итал. Belvì) је насеље у Италији у округу Нуоро, региону Сардинија.
Према процени из 2011. у насељу је живело 664 становника. Насеље се налази на надморској висини од 651 м.

## Становништво
| 1931. | 1936. | 1951. | 1961. | 1971. | 1981. | 1991. | 2001. | 2011. |
| ----- | ----- | ----- | ----- | ----- | ----- | ----- | ----- | ----- |
| 873   | 826   | 917   | 932   | 897   | 832   | 803   | 741   | 665   |